# Basilio Athai
Basilio Athai (ur. 22 lipca 1956 w Kyekadaw) – mjanmański (birmański) duchowny katolicki, arcybiskup Taunggyi od 2016.

## Życiorys

### Prezbiterat
Święcenia kapłańskie otrzymał 1 kwietnia 1984 i został inkardynowany do diecezji Loikaw. Pracował w parafiach rodzinnej diecezji oraz archidiecezji Taunggyi. Pracował także jako wykładowca seminarium w Mandalay oraz rektorem seminarium dla roczników propedeutycznych w Taunggyi.

### Episkopat
28 czerwca 2008 papież Benedykt XVI mianował go biskupem pomocniczym Taunggyi i biskupem tytularnym Tasaccora. Sakry biskupiej udzielił mu 18 listopada 2008 arcybiskup Salvatore Pennacchio. W dniu 12 kwietnia 2015 roku został mianowany administratorem apostolskim Taunggyi. W dniu 24 czerwca 2016 roku uzyskał godność arcybiskupa metropolity Taunggyi.